# Oskar Funk
Karl Hugo Oskar Funk (* 15. Dezember 1896 in Neidenburg; † unbekannt) war ein deutscher Landrat und Verwaltungsrichter.

## Leben
Oskar Funk studierte Rechtswissenschaften und legte beide Staatsexamen ab. Er war zunächst beim Landratsamt in Burgdorf, bei den Bezirksregierungen in Schleswig und Allenstein sowie beim Oberpräsidium in Königsberg beschäftigt. Von 1932 bis 1934 war er Landrat im Kreis Sensburg. Zum 1. Mai 1933 trat er der NSDAP bei (Mitgliedsnummer 2.056.490). Am 1. April 1934 wurde er als Nachfolger von Erich Moewes Landrat des Landkreises Grafschaft Schaumburg, was er mit kurzer Unterbrechung bis zum September 1944 blieb. 1940 wurde er zum Wehrdienst einberufen und in dieser Zeit unter anderem durch den früheren Stadthagener Landrat Richard Seebohm vertreten. Im September 1942 wurde Funk UK-gestellt.
Wie schon sein Vorgänger Ernst Moewes kam Funk in Konflikt mit Kreisleiter Reineking, über dessen Bestechlichkeit und Übergriffigkeit er sich beschwerte. Nach Funks Aussagen drängte ihn die NSDAP 1944 schließlich aus dem Amt. Danach wurde er Landrat im Landkreis Hameln-Pyrmont (kommissarisch) von Januar bis Oktober 1944 und im Landkreis Niederbarnim von November 1944 bis April 1945.
Nach dem Zweiten Weltkrieg schloss er sich der CDU an, für die er bei der Bundestagswahl 1949 im Bundestagswahlkreis Neustadt – Grafschaft Schaumburg kandidierte. Er belegte mit 11,2 % der Stimmen jedoch nur Platz vier hinter dem SPD-Kandidaten Ernst Weltner (34,5 %), dem Kandidaten der Deutschen Partei (21,6 %) und einem Einzelbewerber (15,0 %). Am 29. August 1950 wurde Funk zum Verwaltungsgerichtsrat am Verwaltungsgericht Braunschweig, Kammern Lüneburg, ernannt und am 25. April 1951 nach Hannover versetzt. Dort war er vom 14. Juli 1953 bis zu seinem Ruhestand 1961 Verwaltungsgerichtsdirektor.